# Croton yavitensis
Croton yavitensis är en törelväxtart som beskrevs av Léon Camille Marius Croizat. Croton yavitensis ingår i släktet Croton och familjen törelväxter. Inga underarter finns listade i Catalogue of Life.